# Serie A1 2006/07
Die Saison 2006/07 der italienischen Eishockeymeisterschaft der Serie A1 wurde mit insgesamt neun Mannschaften ausgetragen. Titelverteidiger war der HCJ Milano Vipers, welcher jedoch nicht mehr an der Serie A1 Meisterschaft teilnahm und sich freiwillig in die Serie A2 zurückzog. Neuer Meister wurde die SG Cortina.

## Teilnehmende Mannschaften
Der Zweitplatzierte der Serie A2, die SG Pontebba, rückte vor der Saison in die erste italienische Spielklasse auf.

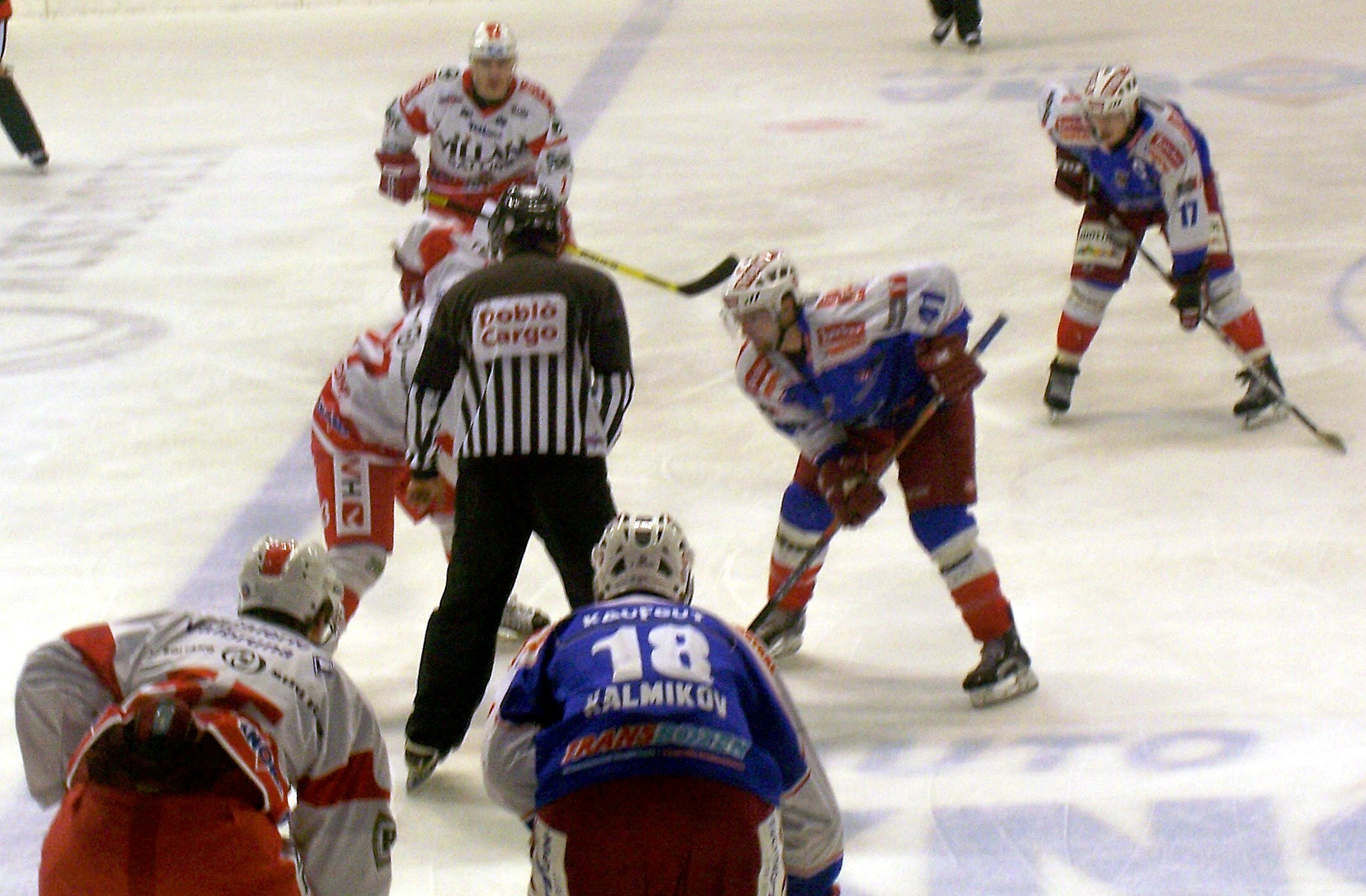
Puckeinwurf beim Spiel HC Bozen gegen SV Ritten vom 30. Dezember 2006

| Verein            | Stadionname                    | Stadionkapazität |
| ----------------- | ------------------------------ | ---------------- |
| HC Bozen          | Eiswelle                       | 7000             |
| HCJ Milano Vipers | Stadio del Ghiaccio Agorà      | 4000             |
| SHC Fassa         | Stadio Gianmario Scola         | 3500             |
| Asiago Hockey     | Stadio Odegar                  | 3500             |
| SG Cortina        | Olympisches Eisstadion Cortina | 2700             |
| HC Alleghe        | Stadio Alvise De Toni          | 2500             |
| SG Pontebba       | Palaghiaccio Claudio Vuerich   | 2200             |
| HC Pustertal      | Leitner Solar Arena            | 2050             |
| Ritten Sport      | Ritten Arena                   | 1200             |

## Modus
Im Unterschied zur vergangenen Saison wurde in dieser nur noch eine doppelte statt einer dreifachen Hin- und Rückrunde gespielt. Nach diesen folgte die Aufteilung des Teilnehmerfeldes in zwei Gruppen: Die ersten Vier kamen in den Kreis A, die anderen fünf in den Kreis B.
Nach dieser Qualifikationsrunde waren die ersten beiden Mannschaften des Kreises A für das Halbfinale qualifiziert, während die beiden anderen im Viertelfinale auf die beiden Erstplatzierten des Kreises B trafen. Alle Spiele der Play-offs inklusive Halbfinale und Finale wurden im Best-of-Five-Modus ausgetragen.
Auch die Anzahl der erlaubten Transferkartenspieler hatte sich in dieser Saison geändert: Jeder Verein durfte neun unter Vertrag nehmen, jedoch in einem Spiel jeweils nur sieben einsetzen. Spieler, die jünger als 23 Jahre waren, durften auch vom Farmteam in der Serie A1 und A2 eingesetzt werden. Spieler über 23 Jahren durften hingegen nach einem erfolgten Wechsel nicht mehr zurückgeholt werden.

## Erste Phase

### Erste Runde
Die erste Runde wurde vom 3. Oktober 2006 bis 2. Dezember 2006 an 16 Spieltagen ausgetragen.

#### Spiele
| Mannschaften      | HC Alleghe       | AS Asiago Hockey | HC Bozen         | SG Cortina       | SHC Fassa        | HCJ Milano Vipers | SG Pontebba      | Ritten Sport     | HC Pustertal     |
| ----------------- | ---------------- | ---------------- | ---------------- | ---------------- | ---------------- | ----------------- | ---------------- | ---------------- | ---------------- |
| HC Alleghe        |                  | 4:3 (17/10/2006) | 3:0 (30/11/2006) | 4:6 (25/11/2006) | 2:2 (10/10/2006) | 3:5 (07/10/2006)  | 3:2 (07/11/2006) | 3:3 (04/11/2006) | 3:2 (21/11/2006) |
| Asiago Hockey     | 2:5 (23/11/2006) |                  | 4:3 (28/10/2006) | 3:8 (14/10/2006) | 6:3 (03/10/2006) | 4:8 (24/10/2006)  | 2:4 (10/10/2006) | 4:4 (14/11/2006) | 3:3 (04/11/2006) |
| HC Bozen          | 8:5 (24/10/2006) | 6:0 (28/11/2006) |                  | 3:2 (18/11/2006) | 3:3 (14/11/2006) | 4:6 (31/10/2006)  | 5:4 (04/11/2006) | 7:3 (23/11/2006) | 7:3 (3/10/2006)  |
| SG Cortina        | 7:4 (31/10/2006) | 3:3 (21/11/2006) | 4:4 (10/10/2006) |                  | 5:0 (28/11/2006) | 8:5 (04/11/2006)  | 3:1 (17/10/2006) | 5:2 (03/10/2006) | 3:6 (07/10/2006) |
| SHC Fassa         | 0:4 (18/11/2006) | 8:0 (07/11/2006) | 6:4 (07/10/2006) | 2:2 (28/10/2006) |                  | 4:7 (17/10/2006)  | 3:3 (25/11/2006) | 5:3 (21/11/2006) | 2:2 (30/11/2006) |
| HCJ Milano Vipers | 3:2 (14/11/2006) | 4:3 (25/11/2006) | 1:3 (30/11/2006) | 1:2 (02/12/2006) | 6:3 (23/11/2006) |                   | 7:1 (14/10/2006) | 4:5 (28/10/2006) | 6:4 (10/10/2006) |
| SG Pontebba       | 6:4 (03/10/2006) | 5:0 (18/11/2006) | 1:4 (02/12/2006) | 3:1 (23/11/2006) | 1:1 (24/10/2006) | 5:1 (21/11/2006)  |                  | 4:4 (30/11/2006) | 5:4 (28/10/2006) |
| Ritten Sport      | 8:2 (02/12/2006) | 5:2 (07/10/2006) | 5:1 (17/10/2006) | 2:2 (07/11/2006) | 3:1 (14/10/2006) | 3:3 (28/11/2006)  | 3:2 (31/10/2006) |                  | 2:0 (25/11/2006) |
| HC Pustertal      | 5:5 (14/10/2006) | 5:3 (02/12/2006) | 0:3 (07/11/2006) | 2:2 (14/11/2006) | 2:2 (31/10/2006) | 2:5 (18/11/2006)  | 3:1 (28/11/2006) | 0:1 (24/10/2006) |                  |

#### Tabelle
|    | Klub              | Punkte | Sp | S  | U | N  | T  | GT |
| -- | ----------------- | ------ | -- | -- | - | -- | -- | -- |
| 1. | HC Bozen          | 22     | 16 | 10 | 2 | 4  | 71 | 51 |
| 2. | HCJ Milano Vipers | 21     | 16 | 10 | 1 | 5  | 72 | 56 |
| 3. | Ritten Sport      | 21     | 16 | 8  | 5 | 3  | 56 | 45 |
| 4. | SG Cortina        | 19     | 16 | 7  | 5 | 4  | 57 | 44 |
| 5. | SG Pontebba       | 15     | 16 | 6  | 3 | 7  | 48 | 48 |
| 6. | HC Alleghe        | 15     | 16 | 6  | 3 | 7  | 56 | 62 |
| 7. | SHC Fassa         | 13     | 16 | 3  | 7 | 6  | 45 | 53 |
| 8. | HC Pustertal      | 11     | 16 | 3  | 5 | 8  | 43 | 53 |
| 9. | AS Asiago Hockey  | 7      | 16 | 2  | 3 | 11 | 42 | 78 |

### Zweite Runde
Die zweite Runde wurde vom 5. Dezember 2006 bis 6. Februar 2007 ausgetragen.

#### Spiele
| Mannschaften      | HC Alleghe       | AS Asiago Hockey | HC Bozen          | SG Cortina       | SHC Fassa        | HCJ Milano Vipers | SG Pontebba      | Ritten Sport     | HC Pustertal     |
| ----------------- | ---------------- | ---------------- | ----------------- | ---------------- | ---------------- | ----------------- | ---------------- | ---------------- | ---------------- |
| HC Alleghe        |                  | 7:1 (01/02/2007) | 1:2 (09/12/2006)  | 4:3 (23/12/2006) | 4:5 (27/01/2007) | 1:3 (06/01/2007)  | 4:5 (04/01/2007) | 6:4 (13/01/2007) | 4:1 (28/12/2006) |
| AS Asiago Hockey  | 1:2 (30/12/2006) |                  | 2:3 (19/12/2006)  | 4:7 (03/02/2007) | 2:4 (09/01/2007) | 4:4 (04/01/2007)  | 2:3 (06/01/2007) | 1:0 (30/01/2007) | 3:5 (27/01/2007) |
| HC Bozen          | 6:3 (13/01/2007) | 1:5 (09/01/2007) |                   | 4:4 (05/12/2006) | 5:2 (23/12/2006) | 8:5 (03/02/2007)  | 4:0 (27/01/2007) | 6:2 (30/12/2006) | 6:5 (06/02/2007) |
| SG Cortina        | 2:2 (16/01/2007) | 3:3 (02/01/2007) | 5:1 (06/01/2007)  |                  | 5:0 (19/12/2006) | 4:5 (26/12/2006)  | 5:5 (30/01/2007) | 0:3 (06/02/2007) | 4:3 (30/12/2006) |
| SHC Fassa         | 2:5 (26/12/2006) | 6:4 (09/12/2006) | 4:6 (16/01/2007)  | 2:5 (13/01/2007) |                  | 2:1 (30/01/2007)  | 3:4 (30/12/2006) | 3:4 (06/01/2007) | 3:3 (03/02/2007) |
| HCJ Milano Vipers | 4:2 (05/12/2006) | 1:3 (06/02/2007) | 3:3 (02/01/2007)  | 2:3 (27/01/2007) | 1:0 (28/12/2006) |                   | 5:2 (09/01/2007) | 1:1 (16/01/2007) | 4:3 (19/12/2006) |
| SG Pontebba       | 4:4 (06/02/2007) | 3:0 (05/12/2006) | 2:2 (26/12/2006)  | 4:1 (28/12/2006) | 3:6 (01/02/2007) | 3:3 (09/12/2006)  |                  | 1:0 (02/01/2007) | 2:3 (16/01/2007) |
| Ritten Sport      | 2:3 (19/12/2006) | 8:0 (28/12/2006) | 5:3 (01/02/2007)  | 2:5 (04/01/2007) | 6:2 (05/12/2006) | 5:5 (23/12/2006)  | 4:3 (03/02/2007) |                  | 4:4 (09/01/2007) |
| HC Pustertal      | 6:3 (30/01/2007) | 6:3 (26/12/2006) | 10:4 (04/01/2007) | 1:3 (01/02/2007) | 3:3 (02/01/2007) | 5:4 (13/01/2007)  | 4:5 (23/12/2006) | 5:4 (09/12/2006) |                  |

#### Tabelle
|    | Klub              | Punkte | Sp | S  | U | N  | T   | GT  |
| -- | ----------------- | ------ | -- | -- | - | -- | --- | --- |
| 1. | HC Bozen          | 43     | 32 | 19 | 5 | 8  | 135 | 109 |
| 2. | SG Cortina        | 39     | 32 | 15 | 9 | 8  | 116 | 89  |
| 3. | HCJ Milano Vipers | 38     | 32 | 16 | 6 | 10 | 123 | 105 |
| 4. | Ritten Sport      | 36     | 32 | 14 | 8 | 10 | 110 | 93  |
| 5. | HC Alleghe        | 34     | 32 | 14 | 6 | 12 | 113 | 107 |
| 6. | SG Pontebba       | 32     | 32 | 12 | 8 | 12 | 96  | 98  |
| 7. | HC Pustertal      | 28     | 32 | 10 | 8 | 14 | 110 | 112 |
| 8. | SHC Fassa         | 25     | 32 | 8  | 8 | 15 | 92  | 114 |
| 9. | AS Asiago Hockey  | 13     | 32 | 4  | 5 | 23 | 76  | 148 |

## Zweite Phase

### Kreis A
Mannschaften des Kreises A: HC Bozen (21 Punkte), SG Cortina (19), HCJ Milano Vipers (19) und Ritten Sport (18)
| Kreis A (13. Februar 2007 bis 3. März 2007) |                  |                  |                   |                  |
| Mannschaften                                | HC Bozen         | SG Cortina       | HCJ Milano Vipers | SV Ritten        |
| HC Bozen                                    |                  | 0:1 (03/03/2007) | 2:4 (17/02/2007)  | 6:1 (24/02/2007) |
| SG Cortina                                  | 5:2 (20/02/2007) |                  | 6:3 (24/02/2007)  | 4:3 (17/02/2007) |
| HCJ Milano Vipers                           | 4:3 (27/02/2007) | 5:1 (13/02/2007) |                   | 3:8 (03/03/2007) |
| Ritten Sport                                | 4:2 (13/02/2007) | 6:4 (27/02/2007) | 2:3 (20/02/2007)  |                  |

|    | Klub              | Punkte | Sp | S | U | N | T  | GT | Pkt-GD |
| -- | ----------------- | ------ | -- | - | - | - | -- | -- | ------ |
| 1. | SG Cortina        | 27     | 6  | 4 | 0 | 2 | 21 | 19 | 19     |
| 2. | HCJ Milano Vipers | 27     | 6  | 4 | 0 | 2 | 22 | 22 | 19     |
| 3. | Ritten Sport      | 24     | 6  | 3 | 0 | 3 | 24 | 22 | 18     |
| 4. | HC Bozen          | 23     | 6  | 1 | 0 | 5 | 15 | 19 | 21     |

Pkt-GD: Punkte aus dem Grunddurchgang
Die Vereine SG Cortina und HCJ Milano Vipers qualifizierten sich für das Halbfinale; Die Vereine SV Ritten und HC Bozen für das Viertelfinale.

### Kreis B
Mannschaften des Kreises B: HC Alleghe (17 Punkte), SG Pontebba (16), HC Pustertal (14), SHC Fassa (12), AS Asiago Hockey (6)
| Kreis B (13. Februar 2007 bis 6. März 2007) |                  |                  |                  |                   |                  |
| Mannschaften                                | HC Alleghe       | AS Asiago Hockey | SHC Fassa        | SG Pontebba       | HC Pustertal     |
| HC Alleghe                                  |                  | 6:3 (13/02/2007) | 3:4 (27/02/2007) | 5:3 (03/03/2007)  | 7:4 (17/02/2007) |
| AS Asiago Hockey                            | 6:3 (24/02/2007) |                  | 2:4 (17/02/2007) | 5:3 (22/02/2007)  | 2:3 (03/03/2007) |
| SHC Fassa                                   | 4:5 (15/02/2007) | 6:0 (01/03/2007) |                  | 3:2 (24/02/2007)  | 3:3 (22/02/2007) |
| SG Pontebba                                 | 3:5 (20/02/2007) | 3:3 (06/03/2007) | 1:2 (13/02/2007) |                   | 2:2 (27/02/2007) |
| HC Pustertal                                | 4:6 (01/03/2007) | 5:1 (20/02/2007) | 6:1 (06/03/2007) | 11:2 (15/02/2007) |                  |

|    | Klub             | Punkte | Sp | S | U | N | T  | GT | Pkt-GD |
| -- | ---------------- | ------ | -- | - | - | - | -- | -- | ------ |
| 1. | HC Alleghe       | 29     | 8  | 6 | 0 | 2 | 40 | 31 | 17     |
| 2. | HC Pustertal     | 24     | 8  | 4 | 2 | 2 | 38 | 24 | 14     |
| 3. | SHC Fassa        | 23     | 8  | 5 | 1 | 2 | 27 | 22 | 12     |
| 4. | SG Pontebba      | 18     | 8  | 0 | 2 | 6 | 19 | 36 | 16     |
| 5. | AS Asiago Hockey | 11     | 8  | 2 | 1 | 5 | 19 | 30 | 6      |

Pkt-GD: Punkte aus dem Grunddurchgang
Die Vereine HC Alleghe und HC Pustertal qualifizierten sich für die Play-off.

## Play-off

### Viertelfinale
Die Viertelfinalbegegnungen wurden zwischen den beiden letzten des Kreises A und die beiden ersten des Kreises B ausgetragen. Gespielt wurde im Modus best-of-five. Heimvorteil beim ersten Spiel hatte die Mannschaft aus dem Kreis A.
| Spiel   | Datum         | Serie 1                     | Serie 1   | Serie 2               | Serie 2   |
| ------- | ------------- | --------------------------- | --------- | --------------------- | --------- |
| Spiel 1 | 10. März 2007 | Ritten Sport – HC Pustertal | 1:5       | HC Bozen – HC Alleghe | 1:3       |
| Spiel 2 | 13. März 2007 | HC Pustertal – Ritten Sport | 4:5 n. P. | HC Alleghe – HC Bozen | 3:4 n. V. |
| Spiel 3 | 15. März 2007 | Ritten Sport – HC Pustertal | 3:2 n. V. | HC Bozen – HC Alleghe | 3:7       |
| Spiel 4 | 17. März 2007 | HC Pustertal – Ritten Sport | 1:4       | HC Alleghe – HC Bozen | 1:3       |
| Spiel 5 | 20. März 2007 | nicht mehr benötigt         |           | HC Bozen – HC Alleghe | 2:3       |

Die Vereine HC Alleghe und HCJ Milano Vipers erreichten das Halbfinale. Der HC Bozen und der HC Pustertal schieden aus.

### Halbfinale
Die beiden Halbfinalbegegnungen wurden zwischen den beiden ersten des Kreises A und den Gewinnern der Viertelfinalbegegnungen ausgetragen. Gespielt wurde wiederum im Modus Best-of-Five.
| Spiel   | Datum         | Serie 1                        | Serie 1   | Serie 2                   | Serie 2             |
| ------- | ------------- | ------------------------------ | --------- | ------------------------- | ------------------- |
| Spiel 1 | 22. März 2007 | HCJ Milano Vipers – HC Alleghe | 1:2 n. V. | SG Cortina – Ritten Sport | 7:1                 |
| Spiel 2 | 24. März 2007 | HC Alleghe – HCJ Milano Vipers | 0:1       | Ritten Sport – SG Cortina | 3:4                 |
| Spiel 3 | 27. März 2007 | HCJ Milano Vipers – HC Alleghe | 5:3       | SG Cortina – Ritten Sport | 4:5                 |
| Spiel 4 | 29. März 2007 | HC Alleghe – HCJ Milano Vipers | 3:0       | Ritten Sport – SG Cortina | 2:4                 |
| Spiel 5 | 31. März 2007 | HCJ Milano Vipers – HC Alleghe | 7:2       | nicht mehr benötigt       | nicht mehr benötigt |

### Finale
Das Finale wurde zwischen den beiden Mannschaften ausgetragen, die die beiden Halbfinale gewonnen hatten. Heimvorteil beim ersten Spiel hatte die Mannschaft, die nach der regulären Saison den besseren Tabellenplatz hatte. Gespielt wurde wiederum im Best-of-Five-Modus.
| 3. April 2007  | SG Cortina 5:04 Nicholas Deschenes (K. Corupe) 22:54 Francesco Adami (F. Narcisi) 46:54 Nicholas Deschenes (K. Corupe, G. Marchetti) 50:58 Kenny Corupe (N. Deschenes, M. Smith) 59:59 Kenny Corupe | 5:2 (1:1, 1:1, 3:0)            | HCJ Milano Vipers 12:46 Blake Evans (R. Savoia) 30:54 Ryan Savoia (M. Strazzabosco, B. Evans)                                                                |
| 5. April 2007  | HCJ Milano Vipers 13:10 Brett Lysak (A. Helfer, R. Savoia) 23:24 Michele Strazzabosco (B. Lysak, R. Lehtonen) 25:39 Giulio Scandella (B. Evans, R. Lehtonen) 38:19 Ryan Savoia                      | 4:2 (1:1, 3:0, 0:1)            | SG Cortina 12:38 Kenny Corupe (L. Da Corte, C. Wilde) 59:24 Enrico Chelodi (L. Ansoldi, G. Marchetti)                                                        |
| 7. April 2007  | SG Cortina 17:11 Carl Wilde (L. Da Corte, M. Souza) 24:10 Mike Souza (K. Corupe) 27:22 Kenny Corupe (M. Souza, C. Wilde) 59:35 Nicholas Deschenes                                                   | 4:3 (1:0, 2:2, 1:1)            | HCJ Milano Vipers 27:57 Armin Helfer (M. Chitarroni, G. Scandella) 39:09 Ryan Savoia (B. Evans, R. Christie) 54:41 Blake Evans (D. Felicetti, C. Borgatello) |
| 10. April 2007 | HCJ Milano Vipers 46:36 Brett Lysak (B. Evans, R. Savoia) 53:59 Christian Borgatello (M. Chitarroni, D. Felicetti)                                                                                  | 2:3 n. V. (0:0, 0:1, 2:1, 0:1) | SG Cortina 24:33 Kenny Corupe 49:35 Giorgio De Bettin (E. Chelodi, L. Ansoldi) 62:59 Kenny Corupe                                                            |

Der Verein SG Cortina konnte die Finalserie zu seinen Gunsten entscheiden und gewann somit die Meisterschaft.

## Topscorer
Michael Harder vom HC Alleghe mit 86 Scorerpunkten (24 Tore und 62 Assists) erhielt die Auszeichnung als Topscorer der Saison. Auf dem zweiten Platz landete Kenny Corupe (SG Cortina) mit 83 Punkten (35 Tore und 48 Assists); auf dem Dritten Mike Souza (Cortina) mit 73 Punkten (30 Tore und 43 Assists). Es folgen Niklas Eriksson (HC Pustertal) mit 67 Punkten (13 Tore und 54 Assists) und Mike Omicioli (HC Bozen) mit 63 Punkten (12 Tore und 51 Assists).
(Legende zur Spielerstatistik: Sp oder GP = absolvierte Spiele; T oder G = erzielte Tore; V oder A = erzielte Assists; Pkt oder Pts = erzielte Scorerpunkte; SM oder PIM = erhaltene Strafminuten; +/− = Plus/Minus-Bilanz; PP = erzielte Überzahltore; SH = erzielte Unterzahltore; GW = erzielte Siegtore; 1 Play-downs/Relegation; Kursiv: Statistik nicht vollständig)
| Gesamte Meisterschaft | Gesamte Meisterschaft | Gesamte Meisterschaft | Gesamte Meisterschaft | Gesamte Meisterschaft | Gesamte Meisterschaft | Gesamte Meisterschaft | Gesamte Meisterschaft |
| Rang                  | Spieler               | Team                  | Sp                    | T                     | A                     | Pkt                   | SM                    |
| --------------------- | --------------------- | --------------------- | --------------------- | --------------------- | --------------------- | --------------------- | --------------------- |
| 1                     | Michael Harder        | Alleghe               | 50                    | 24                    | 62                    | 86                    | 80                    |
| 2                     | Kenny Corupe          | Cortina               | 41                    | 35                    | 48                    | 83                    | 46                    |
| 3                     | Mike Souza            | Cortina               | 45                    | 30                    | 43                    | 73                    | 48                    |
| 4                     | Niklas Eriksson       | Pustertal             | 41                    | 13                    | 54                    | 67                    | 48                    |
| 5                     | Mike Omicioli         | Bozen                 | 40                    | 12                    | 51                    | 63                    | 121                   |
| 6                     | Nicholas Bilotto      | Alleghe               | 48                    | 17                    | 42                    | 59                    | 128                   |
| 7                     | Sandy Moger           | Pustertal             | 41                    | 29                    | 29                    | 58                    | 106                   |
| 8                     | Niklas Sundblad       | Alleghe               | 50                    | 28                    | 30                    | 58                    | 72                    |
| 9                     | Colin Chaulk          | Alleghe               | 49                    | 23                    | 34                    | 57                    | 77                    |
| 10                    | Blake Evans           | Milano                | 47                    | 20                    | 34                    | 54                    | 40                    |

| Playoffs | Playoffs             | Playoffs | Playoffs | Playoffs | Playoffs | Playoffs | Playoffs |
| Rang     | Spieler              | Team     | Sp       | T        | A        | Pkt      | SM       |
| -------- | -------------------- | -------- | -------- | -------- | -------- | -------- | -------- |
| 1        | Kenny Corupe         | Cortina  | 8        | 10       | 10       | 20       | 10       |
| 2        | Blake Evans          | Milano   | 9        | 4        | 8        | 12       | 8        |
| 3        | Michael Harder       | Alleghe  | 10       | 3        | 9        | 12       | 10       |
| 4        | Mike Souza           | Cortina  | 8        | 5        | 5        | 10       | 12       |
| 5        | Niklas Sundblad      | Alleghe  | 10       | 6        | 3        | 9        | 22       |
| 6        | Christian Borgatello | Milano   | 9        | 3        | 6        | 9        | 6        |
| 7        | Fabrizio Fontanive   | Alleghe  | 10       | 6        | 2        | 8        | 16       |
| 8        | Nicholas Deschenes   | Cortina  | 8        | 5        | 3        | 8        | 6        |
| 9        | Ryan Savoia          | Milano   | 9        | 4        | 4        | 8        | 10       |
|          | Ingemar Gruber       | Ritten   | 8        | 4        | 4        | 8        | 4        |

## Meistermannschaft der SG Cortina
Federico Adami – Francesco Adami – Andrea Alberti – Francesco Alberti – Luca Ansoldi – Giovanni Boldo – Enrico Chelodi – Kenny Corupe – Luigi Da Corte – Giorgio De Bettin – Nicholas Deschenes – Jeff Dwyer – Felice Giugliano – Cliff Loya – Giovanni Marchetti – Jeff Maund – Christian Menardi – Robert Mulick – Franco Narcisi – Matt Smith – Mike Souza – Martin Wilde – Luca Zandonella. Trainer: Doug Mckay, Richmond Gosselin